# スルヴァル・モンフルリ
スルヴァル・モンフルリ（Surval Mont-Fleuri）（「スルヴァル」は「スルバル」とも表記）は、スイス・モントルー市のレマン湖畔にあるフィニッシングスクール。

## 概要
現在では、通年の寄宿制を採るフィニッシングスクールは、スイスでもスルヴァル1校のみとされる。過去、欧米では「社交界デビュー学校」、日本では「花嫁学校」と呼称されることもあったフィニッシングスクールは、社会の要請を受けて、女性の社会進出をサポートする学校として変貌を遂げつつあるといわれる。ただし、その一種独特の響きや堅苦しさを敬遠する向きがあるのも事実で、歴史あるフィニッシングスクールも、いまやスイス国内にもスルヴァル他、数校を残すのみとなっている。
スルヴァルの通年のコースには「本科：語学＆フィニッシング」と「IVPコース」の大きく2つがある。前者が語学教育（仏語または英語）とフィニッシング教育をバランスさせているのに対し、後者はどちらかといえばフィニッシング教育に重点を置いている。他に、フィニッシング教育を夏季休暇中に体験する「サマースクール」がある。
スルヴァルでは、上記「本科」や「IVPコース」の他に、高校卒業資格や大学卒業資格（経営学士）の得る通年プログラムがあり、既存のフィニッシングスクールにはない特長となっている。